# Литературоведческая энциклопедия
Литературоведческая энциклопедия (укр. Літературознавча енциклопедія) — украинская двухтомная энциклопедия, изданная в 2007 году в Киеве издательским центром «Академия» в серии «Энциклопедия эрудита». Автор-составитель Юрий Ковалив.
В «Літературознавчій енциклопедії» раскрыт понятийный аппарат, охватывающий необходимую для понимания и профессионального анализа художественных, аналитических текстов литературоведческую проблематику, а также касающиеся её аспекты философии, психологии, языкознания, фольклористики, журналистики и других наук. Синтезированная в ней информация способствует осмыслению сущности литературной жизни, опыта отечественной и мировой литературы, тенденций творческого процесса, поэтики, элементов конструкции художественных произведений, их рецепции, анализа, интерпретации и тому подобное.
Содержит 6563 статьи.